# Olympische Sommerspiele 1988/Teilnehmer (Mosambik)
| Gelbes Symbol für Goldmedaillen mit stilisierten Olympischen Ringen | Graues Symbol für Silbermedaillen mit stilisierten Olympischen Ringen | Braundes Symbol für Bronzemedaillen mit stilisierten Olympischen Ringen |
| ------------------------------------------------------------------- | --------------------------------------------------------------------- | ----------------------------------------------------------------------- |
| —                                                                   | —                                                                     | —                                                                       |

Mosambik nahm an den Olympischen Sommerspielen 1988 in Seoul, Südkorea, mit einer Delegation von acht Sportlern (sechs Männer und zwei Frauen) teil.

## Teilnehmer nach Sportarten

### Boxen
- Archer Fausto
Fliegengewicht: 33. Platz

- Alberto Machaze
Bantamgewicht: 9. Platz

- Lucas Sinoia
Weltergewicht: 17. Platz

### Leichtathletik
- Jaime Rodrigues
400 Meter: Vorläufe

- Paulo Noronha
Dreisprung: 38. Platz in der Qualifikation

- Maria de Lurdes Mutola
Frauen, 800 Meter: Vorläufe

### Schwimmen
- Sergio Fafitine
50 Meter Freistil: 59. Platz
100 Meter Freistil: 67. Platz
100 Meter Schmetterling: 46. Platz

- Carolina Araujo
Frauen, 50 Meter Freistil: 48. Platz
Frauen, 100 Meter Freistil: 53. Platz
Frauen, 100 Meter Rücken: 40. Platz